# Berbenîți, Lohvîțea
Berbenîți (în ucraineană Бербениці) este o comună în raionul Lohvîțea, regiunea Poltava, Ucraina, formată numai din satul de reședință.

## Demografie
Componența lingvistică a comunei Berbenîți
     Ucraineană (96,64%)
     Rusă (1,19%)
     Alte limbi (0,99%)
Conform recensământului din 2001, majoritatea populației comunei Berbenîți era vorbitoare de ucraineană (96,64%), existând în minoritate și vorbitori de rusă (1,19%) și găgăuză (1,19%).